# Moșul cel rău 2
Moșul cel rău 2  sau Bad Santa: Aventura Continuă (titlu original: Bad Santa 2) este un film de Crăciun american din 2016 regizat de Mark Waters. Rolurile principale au fost interpretate de actorii Billy Bob Thornton, Kathy Bates, Tony Cox și Christina Hendricks. Este continuarea filmului Moșul cel rău din 2003.

## Prezentare
Willie Soke și tovarășii săi Marcus Skidmore și Thurman Merman au un plan de a fura banii Dianei. Totul este dat peste cap când mama lui Willie, Sunny Soke, sosește pe neașteptate.

## Distribuție
- Billy Bob Thornton ca Willie Soke 
  - Kevin Fyfe ca tânărul Willie
- Kathy Bates ca Sunny Soke
- Tony Cox ca Marcus Skidmore
- Christina Hendricks ca Diane
- Brett Kelly ca Thurman Merman
- Ryan Hansen ca Regent
- Jenny Zigrino ca Gina
- Jeff Skowron ca Dorfman
- Octavia Spencer ca Opal (cameo)